# Prison de Lgov
 (mars 2018).
La Prison de Lgov (en russe : Льговская колония), officiellement Bagne No. 3 (en russe : Федеральное бюджетное учреждение "Исправительная колония №3" УФСИН России по Курской области ou ФКУ ИК-3), est une prison russe située à Lgov, dans l'oblast de Koursk, dans le sud-ouest de la Russie, gérée par le service fédéral de l’exécution des peines (en). La prison se trouve au sud-ouest de Moscou.
En juin 2005, des centaines de prisonniers s'y sont entaillés les veines avec des lames de rasoir, pour protester contre des empiétements présumés sur leurs droits.